# 圣奥斯马娜
圣奥斯马娜（法語：Sainte-Osmane，法語發音：[sɛ̃t ɔsman]）是法国萨尔特省的一个旧市镇，属于马梅尔斯区。2019年，圣奥斯马娜与市镇埃瓦耶合并为新市镇瓦勒代唐松。

## 地理
圣奥斯马娜（47°53'28"N, 0°36'35"E）面积11.88 平方千米，位于法国卢瓦尔河地区大区萨尔特省，该省份为法国西北部内陆省份，北起顺时针与奥恩省、厄尔-卢瓦省、卢瓦-谢尔省、安德尔-卢瓦尔省、曼恩-卢瓦尔省和马耶讷省接壤，是法国大西部的入口，连接卢瓦尔河谷、布列塔尼和巴黎盆地。
与圣奥斯马娜接壤的市镇（或旧市镇、城区）包括：埃瓦耶、旺塞、蒙特勒伊勒亨利、卢瓦河畔吕耶、圣乔治德拉库埃。

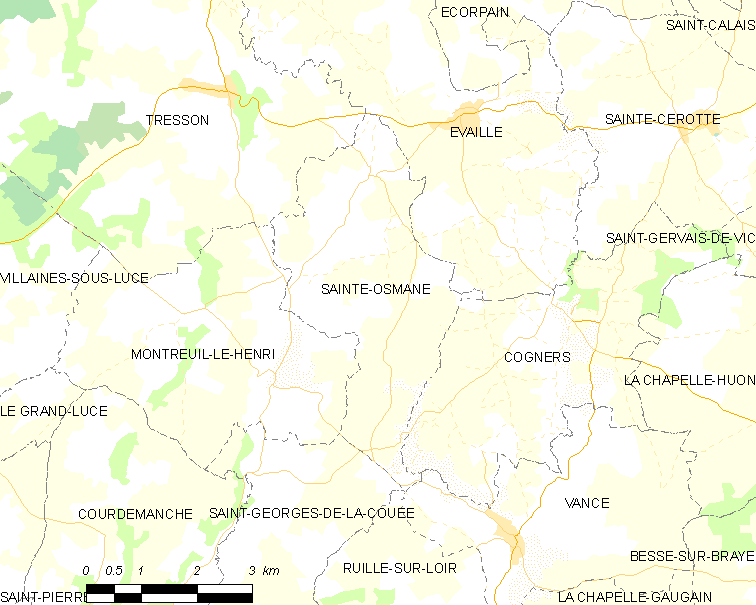
圣奥斯马娜的OSM定位图

圣奥斯马娜的时区为UTC+01:00、UTC+02:00（夏令时）。

## 行政
圣奥斯马娜的邮政编码为72120，INSEE市镇编码为72304。

## 政治
圣奥斯马娜所属的省级选区为圣卡莱县。

## 人口

1962-2008年间圣奥斯马娜人口变化图示

圣奥斯马娜于2018年1月1日时的人口数量为177人。